# Барабо-Юдинский сельсовет
Барабо-Юдинский сельсовет — сельское поселение в Чистоозёрном районе Новосибирской области Российской Федерации.
Административный центр — село Барабо-Юдино.

## История
Статус и границы сельского поселения установлены Законом Новосибирской области от 2 июня 2004 года № 200-ОЗ «О статусе и границах муниципальных образований Новосибирской области»

## Население
| 2002 | 2010 | 2012 | 2013 | 2014 | 2015 | 2016 |
| ---- | ---- | ---- | ---- | ---- | ---- | ---- |
| 1090 | ↘778 | ↘761 | ↘736 | ↘729 | ↘724 | ↘709 |
| 2017 | 2018 | 2019 | 2020 | 2021 |      |      |
| ↘694 | ↘685 | ↘677 | ↘659 | ↘648 |      |      |

## Состав сельского поселения
| № | Населённый пункт | Тип населённого пункта       | Население |
| - | ---------------- | ---------------------------- | --------- |
| 1 | Барабо-Юдино     | село, административный центр | ↘335      |
| 2 | Бугриновка       | деревня                      | ↘49       |
| 3 | Олтарь           | деревня                      | ↘126      |
| 4 | Орловка          | деревня                      | ↘268      |
| 5 | Садовый          | посёлок                      | ↘0        |